# گری لوئیس و پلی‌بویز
گری لوئیس و پلی‌بویز (به انگلیسی: Gary Lewis & the Playboys) یک گروه پاپ و راک در دهه ۱۹۶۰ بود که رهبر آن گری لوئیس، پسر جری لوئیس (کمدین معروف) بود.

## اعضای اصلی
- گری لوئیس - درامز و آواز (تولد ۳۱ ژوئیه، ۱۹۴۶)
- دیوید واکر - گیتار ریتم (تولد ۱۲ می، ۱۹۴۳)
- آلن رمزی - بیس (تولد ۲۷ ژوئیه، ۱۹۴۳، مرگ ۲۷ نوامبر، ۱۹۸۵؛ ۴۲ سالگی)
- دیوید کاستل - گیتار لید (تولد ۱۵ مارچ، ۱۹۴۵)
- جان وست - ارگ و کوردووکس (آکاردئون الکترونیک) (تولد ۳۱ ژوئیه، ۱۹۳۹)